# Haidershofen
Haidershofen – gmina w Austrii, w kraju związkowym Dolna Austria, w powiecie Amstetten, w rejonie Mostviertel. Według Austriackiego Urzędu Statystycznego liczyła 3570 mieszkańców (1 stycznia 2014).